# Зона Це
„Зона Це“ е българска фюжън група. Създадена е в София през 1994 година от Михаил Грозданов (6 август 1962, София), Васил Пармаков (30 септември 1961, София), Иван Лечев (19 юли 1956, София), Веселин Веселинов „Еко“ (19 октомври 1963, София) и Стоян Янкулов – Стунджи (10 септември 1966, Елин Пелин).
Малко изненадващо няколко известни джаз-, рок- и поп-музиканти съчетават интересите си в една от най-ярките фюжън-формации, създавани някога в България. Формално поводът за сформирането на групата са записите на албума на Михаил Грозданов, а името идва от простия факт, че всички живеят в центъра на София (изключението е Стоян Янкулов, който както и колегите му се шегуват, живее в „центъра“ на Елин Пелин).
Музикантите приемат ангажиментите на „Зона Це“ като своего рода разтоварване между постоянната работа в студио и с основните си групи. Представят се успешно на почти всички джаз-срещи и фестивали в България (София 94, няколко пъти на празниците на изкуствата „Аполония“ в Созопол, в Русе, Пловдив, Банско и т.н.). На 22 февруари 1997 г. осъществяват самостоятелен концерт в зала №2 на НДК. Участва на „Международния фестивал в Ниш“ 95, а в края на октомври 1998 и на „Гинис Интернешънъл джаз-фестивал“ в Корк, Ейре. Музикантите от „Зона Це“ сътрудничат с Йълдъз Ибрахимова, в записите и при концертни изяви в България и Турция през 1997 и 1998 г.
През 2017 „Зона Це“ се завръща с турне, за да почете наследството на своя основател Васил Пармаков. Негови пиеси ще свирят и текстове от книгата му ще четат Веселин Веселинов – „Еко“ (бас), Стоян Янкулов – Стунджи (барабани), Васил Спасов (пиано) и Мирослав Иванов (китара) – първите двама са от оригиналния състав на формацията.
С тъга от загубата и с любов към хубавата музика се събрахме на „Концерт, музика и текст – Васил Пармаков“.

## Дискография

### Студийни албуми
| Година | Албум              | Вид                    | Издател      | Издателски номер             |
| ------ | ------------------ | ---------------------- | ------------ | ---------------------------- |
| 2001   | „The Human Factor“ | (МС-аудио касета и CD) | Маркос мюзик | MM 20 081 – 1, MM 20 081 – 2 |